# Michael Thomas (perkusista)
Michael „Moose” Thomas (ur. 4 czerwca 1981 w Bridgend) – walijski perkusista. Były członek metalcorowej grupy Bullet for My Valentine. W 2018 roku ukazał się singiel jego nowego zespołu Kill the Lights zatytułowany "The Faceless"

## Instrumentarium
Bębny Pearl MMP Masters Series Diamond Burst
- 22"x18" Bass drum x 2
- 12"x10" Tom-tom
- 13"x11" Tom-tom
- 16"x16" Floor-tom

Talerze Zildjian
- 8" A Custom Splash
- 14" A Mastersound Hi-hat
- 17" K China
- 16" A Custom Projection Crash
- 18" A Custom Projection Crash
- 20" A Custom Projection Ride
- 6" Zil Bell-small
- 16" A China High